# 張繼 (弘治進士)
張繼（1434年—1525年），字孝伯，號衛濱，河南卫辉府汲縣人，民籍。明朝政治人物。

## 生平
弘治二年（1489年）己酉科河南乡试第十一名舉人，十二年（1499年）己未科會試第284名，三甲第165名進士，授大理寺评事，升左寺副，正德四年闰九月升湖广按察司佥事，六年八月升湖广布政使司右参议，八年正月升按察副使，奉命擒剿丘仁、杨清、蓝五、鄢老人等逆贼，地方靖安。蒙赐赉金帛，加升俸一级，寻晋秩本司左参政。致仕家居，后以子衍庆官，两封都察院左右副都御史。嘉靖四年卒，享年九十二歲。

## 家族
先世为山西泽州人，曾祖张思政，官县主簿，宦寓于浚县。祖父张铎，迁居于汲县。父張傑，成化進士，官监察御史，赠左副都御史。母周氏，贈淑人。
子张衍瑞、张衍庆、张衍祚。